# 烏從善
烏從善（1515年—？），字汝登，號龍江，山東東昌府博平（今茌平）人，明朝政治人物，同進士出身。

## 生平
山東鄉試第二十一名舉人。嘉靖二十三年（1544年）中式甲辰科會試第一百三十九名，登第三甲第一百零五名同進士。授太常寺博士。嘉靖二十七年（1548年）選刑科给事中，二十九年巡视京营，八月俺答入寇，京师戒严，兵部尚書丁汝夔以失职被杀，乌从善等人因忤旨被廷杖五十。十二月升礼科右给事中，三十年九月升吏科左给事中，升兵科都给事中，丁憂歸。三十四年復除礼科都给事中。三十五年三月掌吏部事大学士李本奉诏考察不职科道官共三十八人，乌从善以不谨闲住。居乡布衣疏食，出入徒步，日以讲学为事。人们命名其里曰：“孝友庄”，旌其居曰：“清詒堂”。

## 家族
曾祖烏士賢、祖父烏山、父烏釗，明智坊大使。母傅氏。重庆下。兄爲善。弟继善。